# 35,5-cm-Haubitze M1
Die  35,5-cm-Haubitze M1  war ein schweres Artilleriegeschütz der Wehrmacht im Zweiten Weltkrieg.

## Geschichte
Die H M1 wurde von Rheinmetall in Düsseldorf entwickelt und ab 1939 produziert. Die erste Haubitze ging an die 1. Batterie der schweren Artillerieabteilung 641 (mot.).
Das 123.500 Kilogramm schwere Geschütz hatte einen doppelten Rücklauf und eine zweigeteilte Grundplatte zur Drehung um 360°. Es wurde in sechs Lasten auf Transportwagen transportiert, die üblicherweise von 18-Tonnen-Halbketten-Zugmaschinen Sd.Kfz. 9 gezogen wurden. Mit Hilfe eines elektrischen Laufkrans konnte es innerhalb von zwei Stunden aufgebaut werden. Die Lebensdauer eines Rohres, das 575 Kilogramm schwere Geschosse verschoss, betrug ungefähr 2000 Schuss.
Im Herbst 1939 wurde das 1. Geschütz fertig, 1942 folgten fünf weitere, 1943 und 1944 je eines. Ein Geschütz kostete 536.250 Reichsmark.